# Adrenerga receptorer
Adrenerga receptorer (AR) eller adrenoceptorer är en grupp proteiner på cellytorna i flera kroppsvävnader, vilka adrenalin och noradrenalin binder sig till så att dessa kan verka i sina målceller. Receptorerna i fråga använder G-protein som ligand. Ifrån cellytorna påverkar de cellernas adenylatcyklasaktivitet i en cAMP-beroende signaltransduktionsväg. De kan även aktivera den fosfatidylinositolberoende signaltransduktionsvägen.
De adrenerga receptorerna brukar grovindelas i två klasser, alfa och beta, efter vilken typ av G-protein som de använder för att binda till sig katekolaminerna. Dessa består i sin tur av flera sorter. Alla adrenerga receptorer verkar på den glatta muskulaturen och kardiovaskulära systemet, inklusive hjärtat. Deras huvuduppgift är att binda till sig adrenalin och noradrenalin. Dock kan också dopamin aktivera både alfa- och betaadrenerga receptorer.

## Alfaadrenerga receptorer
Alfaadrenerga receptorer indelas i två undergrupper. De är framför allt receptorer till adrenalin och noradrenalin. Noradrenalin har större affinitet för alfaadrenerga receptorer.
- Alfa-1-adrenerga receptorer använder GQ- och G11-proteiner som ligand, vilka när de binder till sig katekolaminer fungerar sammandragande på den glatta muskulaturen. De finns bl.a. i artärerna, livmodern, hjärtmuskeln, med mera. Det finns tre isoformer, α1AAR, α1BAR, och α1CAR.[2] De verkar på postsynaptiska membran.
- Alfa-2-adrenerga receptorer använder Gi- och Go-proteiner som ligander. De påverkar bl.a. ryggmärgens bakhornceller under stress och rädsla, verkar smärtstillande, och interagerar med opioider. De verkar både på presynaptiska och postsynaptiska membran. De postsynaptiska reglerar adrenerga agonister, och de presynaptiska hämmar utsöndringen av signalsubstanser. Det finns tre former av alfa-2-adrenerga receptorer: α2AAR, α2BAR och α2CAR.[3]

## Betaadrenerga receptorer
Beta-adrenerga receptorer indelas i tre grupper. De påverkar bl.a. hjärnan, hjärtmuskeln, glykogenolys och glatt muskulatur. De verkar också på långtidsminne och synaptisk plasticitet. Så kallade betablockerare är antagonister eller omvända agonister till beta-adrenerga receptorer.
- Beta-1-adrenerga receptorer finns i hjärtat, juxtaglomerulära apparaten, centrala nervsystemet och perifera nervsystemet, och är lika känsliga för adrenalin som för noradrenalin. De är målet för s.k. selektiva betablockerare.[4]
- Beta-2-adrenerga receptorer är mer känsliga för adrenalin än noradrenalin, och finns mer utbrett i kroppen än beta-1, däribland i skelettmuskler, andningssystemet, kardiovaskulära systemet och urogenitala systemet. Generella betablockerare har både beta-2- och beta-1-adrenerga receptorer som mål.[4]
- Beta-3-adrenerga receptorer finns i fettvävnaden där de framför allt binder till sig adrenalin, som påverkar fettomsättningen. De är mål för medicin som prövas ut för att i framtiden behandla fetma.[4]

## Receptorerna och sjukdomar
Vid giftstruma ökar antalet beta-adrenerga receptorer i hjärtat och hjärnan, men vid hypotyreos ökar antalet i levern. Antalet beta-receptorer i lungorna ökar av kortisol.